# Tango-Weltmeisterschaft
Die Tango-Weltmeisterschaft (span. Campeonato Mundial de Baile de Tango), in der Tango-Szene als „Mundial“ bekannt, findet seit 2003 jedes Jahr in Buenos Aires statt. Teilnehmen können Amateure und Profis aus der ganzen Welt, seit 2013 auch gleichgeschlechtliche Paare. Im Jahr 2016 erreichte erstmals ein gleichgeschlechtliches Paar das Finale.
Da sich der Tango Argentino nicht als Tanzsport, sondern als Kunstform versteht, bei der es keine strikt festgelegten Regeln gibt, ist der Ablauf der Meisterschaften in Tango Argentino auch nicht mit denen des europäisierten Standardtanz Tango zu vergleichen.
Beim „Mundial de Tango“, der von der Stadt Buenos Aires veranstaltet wird, handelt es sich um den offiziellen Weltmeistertitel im Tango Argentino, der sich nicht mit Weltmeistertitel von Standard- und Lateintänzen vergleichen kann.
Der Titel wird in zwei Kategorien vergeben:
- Tango de Pista (bis 2012: Tango de salón), der für den improvisierten gesellschaftlichen Tanz, wie man ihn auf Milongas tanzt, vergeben wird
- Tango Escenario, dem choreographierten und showorientierten Bühnentango

Im Vorfeld des „Mundial“ finden in zahlreichen Ländern bzw. Kontinenten ab Frühjahr des Jahres ebenfalls offene Meisterschaften statt. Einige davon werden von den Veranstaltern des „Mundials“ in Buenos Aires unterstützt. Die Sieger dieser „offiziellen“ Wettbewerbe können beim Mundial zu einem späteren Zeitpunkt, also Semifinale oder Finale, einsteigen und müssen nicht durch die Vorrunden-Gruppen. Direkt ins Finale kommen die Gewinner der Stadtmeisterschaft von Buenos Aires, die in verschiedenen Kategorien ausgetragen wird. Die Paare der Platzierungen zwei bis fünf steigen im Halbfinale des „Mundial“ ein.
Bis auf wenige Ausnahmen blieb der Titel bisher in Argentinien. Nur zwei kolumbianischen Paare, Carlos Paredes und Diana Giraldo Rivera (2006) und Diego Julian Benavidez Hernandez und Natasha Agudelo Arboleda (2011), ein japanisches Paar, Hiroshi Yamao und Kioto Yamao (2009), sowie ein russisches Paar, Dmitry Vasin und Sagdiana Khamzina konnten die argentinische Konkurrenz bisher schlagen.
Zwar wurde 2020 aufgrund der Corona-Pandemie eine online Version des Mundials abgehalten, jedoch gab es während der Durchführung viele Ungereimtheiten und Unstimmigkeiten, sodass der Titel für das Jahr 2020 später offiziell mit dem Titel aus 2021 zusammengelegt wurde.
Teilnehmen kann am Mundial jeder, man muss sich nicht im Vorfeld für die Weltmeisterschaft qualifizieren. Die Vorrunden dienen in diesem Fall als Qualifikationsrunde.

## Sieger
| Campeones en Campeonatos Mundiales de Baile de Tango | Campeones en Campeonatos Mundiales de Baile de Tango | Campeones en Campeonatos Mundiales de Baile de Tango        | Campeones en Campeonatos Mundiales de Baile de Tango | Campeones en Campeonatos Mundiales de Baile de Tango |
| Ausgabe                                              | Kategorie                                            | Sieger                                                      | Stadt                                                | Land                                                 |
| ---------------------------------------------------- | ---------------------------------------------------- | ----------------------------------------------------------- | ---------------------------------------------------- | ---------------------------------------------------- |
| I. Ausgabe 2003                                      | Tango de salón                                       | Gabriela Sanguinetti y Enrique Usales                       | Buenos Aires                                         | Argentinien                                          |
| I. Ausgabe 2003                                      | Tango escenario                                      | Gisela Galeassi y Gaspar Godoy                              | Villa Carlos Paz                                     | Argentinien                                          |
| II. Ausgabe 2004                                     | Tango de salón                                       | Osvaldo Cartery y Luisa Inés de Cartery                     | Lanús                                                | Argentinien                                          |
| II. Ausgabe 2004                                     | Tango escenario                                      | Ivan Romero y Marcela Vespasiano                            | Misiones                                             | Argentinien                                          |
| III. Ausgabe 2005                                    | Tango de salón                                       | María Ximena Gallicchio y Sebastián Achaval                 | Azul (Buenos Aires)                                  | Argentinien                                          |
| III. Ausgabe 2005                                    | Tango escenario                                      | Germán Cornejo y Angeles Trabichet                          | Zárate (Buenos Aires)                                | Argentinien                                          |
| IV. Ausgabe 2006                                     | Tango de salón                                       | Natacha Poberaj y Fabián Peralta                            | Buenos Aires                                         | Argentinien                                          |
| IV. Ausgabe 2006                                     | Tango escenario                                      | Carlos Paredes & Diana Giraldo Rivera                       | Cali                                                 | Kolumbien                                            |
| V. Ausgabe 2007                                      | Tango de salón                                       | Dante Ezequiel Sanchez e Ines Muzzopappa                    | Comodoro Rivadavia                                   | Argentinien                                          |
| V. Ausgabe 2007                                      | Tango escenario                                      | Natalia Tonelli y Fernando Gracia                           | Lanús                                                | Argentinien                                          |
| VI. Ausgabe 2008                                     | Tango de salón                                       | Cristina Sosa y Daniel Nacucchio                            | Buenos Aires                                         | Argentinien                                          |
| VI. Ausgabe 2008                                     | Tango escenario                                      | José Fernandez y Melody Gisele Celatti                      | Buenos Aires                                         | Argentinien                                          |
| VII. Ausgabe 2009                                    | Tango de salón                                       | Hiroshi Yamao y Kioto Yamao                                 | Tokio                                                | Japan                                                |
| VII. Ausgabe 2009                                    | Tango escenario                                      | Betsabeth Flores y Jonathan Spitel                          | Córdoba                                              | Argentinien                                          |
| VIII. Ausgabe 2010                                   | Tango de salón                                       | Maria Ines Bogado y Sebastian Ariel Jimenez                 | Buenos Aires                                         | Argentinien                                          |
| VIII. Ausgabe 2010                                   | Tango escenario                                      | Diego Ortega y Chizuko Kuwamoto                             | Colón                                                | Argentinien Japan                                    |
| IX. Ausgabe 2011                                     | Tango de salón                                       | Diego Julian Benavidez Hernandez y Natasha Agudelo Arboleda |                                                      | Kolumbien                                            |
| IX. Ausgabe 2011                                     | Tango escenario                                      | Solange Acosta y Max Van De Voorde                          | Buenos Aires                                         | Argentinien                                          |
| X. Ausgabe 2012                                      | Tango de salón                                       | Paola Florencia Sanz y Facundo de la Cruz Gómez Palavecino  | Buenos Aires                                         | Argentinien                                          |
| X. Ausgabe 2012                                      | Tango escenario                                      | Cristhian Sosa y María Noel Sciuto                          | Buenos Aires                                         | Argentinien                                          |
| XI. Ausgabe 2013                                     | Tango de pista                                       | Jesica Arfenoni y Maximiliano Cristiani                     | Buenos Aires                                         | Argentinien                                          |
| XI. Ausgabe 2013                                     | Tango escenario                                      | Guido Palacios y Florencia Zárate Castilla                  | Villa Flandria                                       | Argentinien                                          |
| XII. Ausgabe 2014                                    | Tango de pista                                       | Sebastián Acosta y Lorena González Catáneo                  | Buenos Aires                                         | Argentinien                                          |
| XII. Ausgabe 2014                                    | Tango escenario                                      | Juan Malizia Gatti y Manuela Rossi                          | Buenos Aires                                         | Argentinien                                          |
| XIII. Ausgabe 2015                                   | Tango de pista                                       | Jonathan Saavedra y Clarisa Aragon                          | Buenos Aires                                         | Argentinien                                          |
| XIII. Ausgabe 2015                                   | Tango escenario                                      | Ezequiel Jesus Lopez y Camila Alegre                        | Buenos Aires                                         | Argentinien                                          |
| XIV. Ausgabe 2016                                    | Tango de pista                                       | Cristian Palomo y Melisa Sacchi                             | Buenos Aires / Buenos Aires                          | Argentinien                                          |
| XIV. Ausgabe 2016                                    | Tango escenario                                      | Hugo Mastrolorenzo y Agustina Vignau                        |                                                      | Argentinien                                          |
| XV. Ausgabe 2017                                     | Tango de pista                                       | Germán Ballejo y Magdalena Gutiérrez                        |                                                      | Argentinien                                          |
| XV. Ausgabe 2017                                     | Tango escenario                                      | Axel Arakaki y Agostina Tarchini                            |                                                      | Japan Argentinien                                    |
| XVI. Ausgabe 2018                                    | Tango de pista                                       | Jose Luis Salvo y Carla Rossi                               |                                                      | Argentinien                                          |
| XVI. Ausgabe 2018                                    | Tango escenario                                      | Dmitry Vasin y Sagdiana Khamzina                            | Moskau                                               | Russland                                             |
| XVII. Ausgabe 2019                                   | Tango de pista                                       | Maksim Gerasimov und Agustina Piaggio                       | Rio Grande / Pcia T. del Fuego                       | Argentinien                                          |
| XVII. Ausgabe 2019                                   | Tango escenario                                      | Fernando Rodríguez und Estefanía Gómez                      | San Antonio Oeste., Río Negro                        | Argentinien                                          |
| XVIII. Ausgabe 2020/2021                             | Tango de pista                                       | Barbara Ferreyra und Agustin Agnez                          | Buenos Aires                                         | Argentinien                                          |
| XVIII. Ausgabe 2020/2021                             | Tango escenario                                      | Yanina Musyka und Emmanuel Casal                            | Buenos Aires                                         | Argentinien                                          |
| XIX. Ausgabe 2022                                    | Tango de pista                                       | Cynthia Palacios und Sebastián Bolívar                      | Cipolleti, Río Negro, Patagonia                      | Argentinien                                          |
| XIX. Ausgabe 2022                                    | Tango escenario                                      | Constanza Vieyto und Ricardo Astrada                        | Pergamino                                            | Argentinien                                          |

## Belege
- Regularien der Tango-Weltmeisterschaft
- Tango-WM 2015 gewinnen Ezequiel Jesus Lopez – Camila Alegre
- Tango-Weltmeister 2015 Tango de Pista aus Argentinien
- Offizielle Seite